# Bad Behaviour (2023)
Bad Behaviour (engl. für „Schlechtes Benehmen“) ist eine neuseeländische Tragikomödie von Alice Englert, die im Januar 2023 beim Sundance Film Festival ihre Premiere feierte.

## Handlung
Lucy ist ein ehemaliger Kinderstar und pilgert zu ihrem Guru Elon Bello, um Erleuchtung zu finden. Der ruhige Rückzugsort ist in einem wunderschönen Bergresort gelegen, wo der Parkplatz mit Tesla-Fahrzeugen vollgestopft ist. Bevor Lucy ihr Telefon ausschaltet, nimmt sie mit ihrer Tochter Dylan Kontakt auf, die als Stuntfrau arbeitet und gerade für eine gefährliche Kampfszene trainiert.

## Produktion

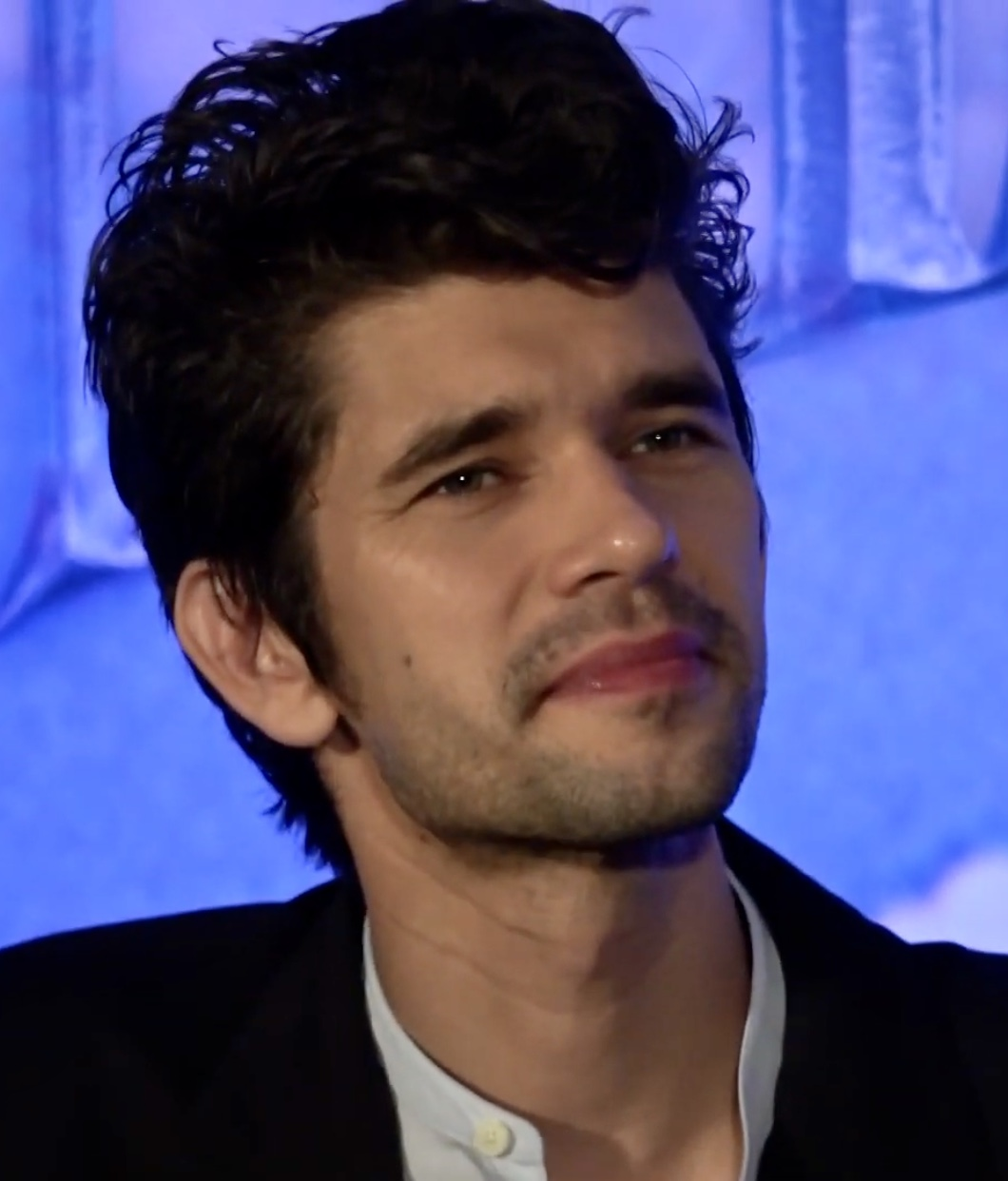
Ben Whishaw spielt Elon Bello

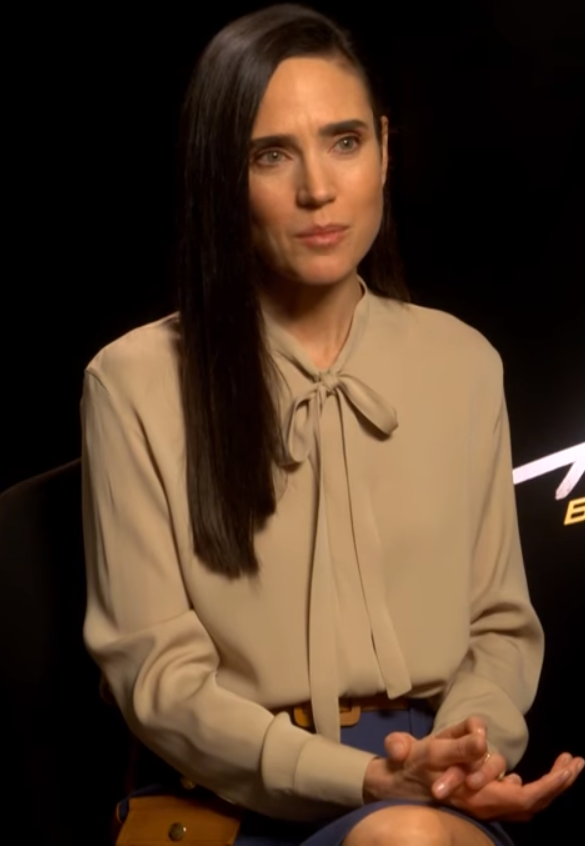
Jennifer Connelly spielt Lucy

Regie führte die Australierin Alice Englert, die auch das Drehbuch schrieb. Es handelt sich nach den Kurzfilmen The Boyfriend Game von 2015 und Family Happiness von 2017 um ihre erste Regiearbeit bei einem Langfilm. Englert ist die Tochter der Regisseurin Jane Campion, ist vor allem als Schauspielerin im Fernsehen und in Filmen bekannt und war zuletzt in den Serien Top of the Lake und Rachted und den Filmen The Power of the Dog und You Won't Be Alone zu sehen.
Die US-Amerikanerin Jennifer Connelly spielt Lucy. Der Brite Ben Whishaw ist in der Rolle ihres Gurus Elon Bello zu sehen. Regisseurin Englert selbst spielt Lucys Tochter Dylan. Weitere Rollen wurden mit Ana Scotney, Dasha Nekrasova und Marlon Williams besetzt.
Kameramann Matt Henley arbeitete zuletzt mit James Ashcroft für den Thriller Coming Home in the Dark und mit Welby Ings für das Filmdrama Punch zusammen.
Für die Filmmusik arbeitete Englert mit Cameron Tuliloa McArthur und Mark Bradshaw zusammen.
Der Film feierte am 21. Januar 2023 beim Sundance Film Festival seine Premiere. Im Juni 2023 wird der Film beim Sydney Film Festival vorgestellt.

## Rezeption

### Kritiken
Die Kritiken fielen gemischt aus. So verzeichnet Rotten Tomatoes 43 Prozent positive Kritiken.

### Auszeichnungen
Sundance Film Festival 2023
- Nominierung im World Cinema Dramatic Competition

Sydney Film Festival 2023
- Nominierung im Official Competition[3]